# Roc de la Torre
El Roc de la Torre és un promontori de 1 100,4 metres. Es troba al municipi de Baix Pallars, a la comarca del Pallars Sobirà. Al seu vessant N hi ha un precipici amb una caiguda de 150 metres aproximadament sobre el barranc d'Enseu, una de les afluències de la Noguera Pallaresa.
Sobre aquest promontori rocòs hi havia l'antic castell de Baén, del qual no hi queda cap vestigi. Al seu costat i resguard hi és el poble de Baén.